# Trafika (prodejna)

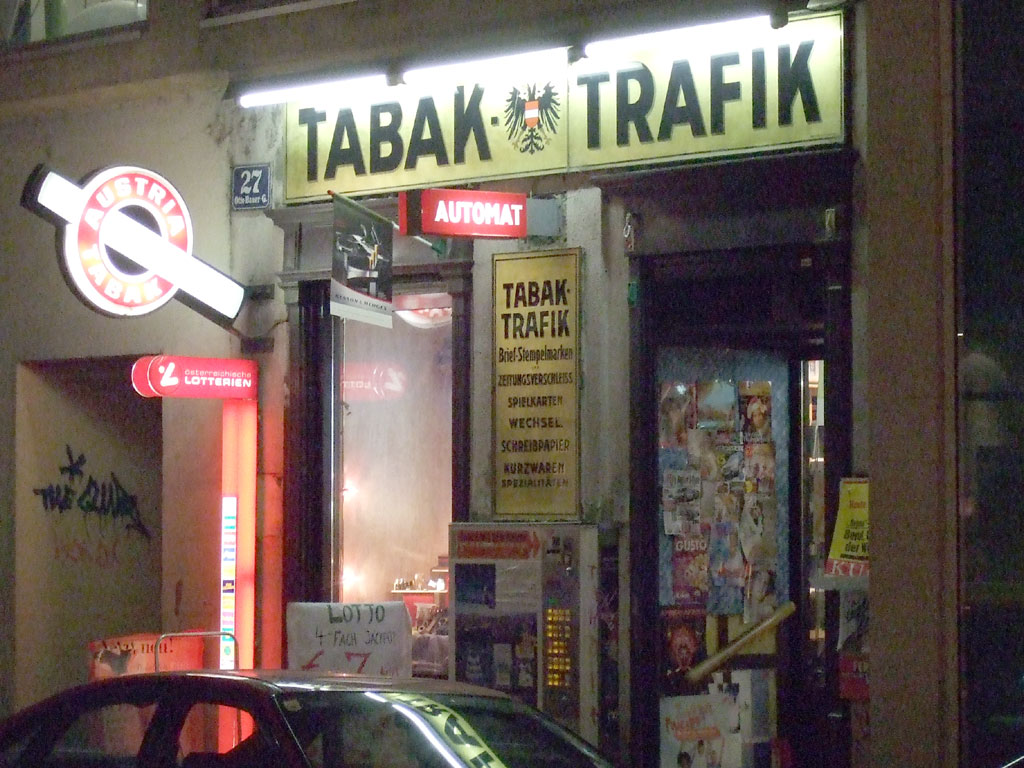
Trafika ve Vídni

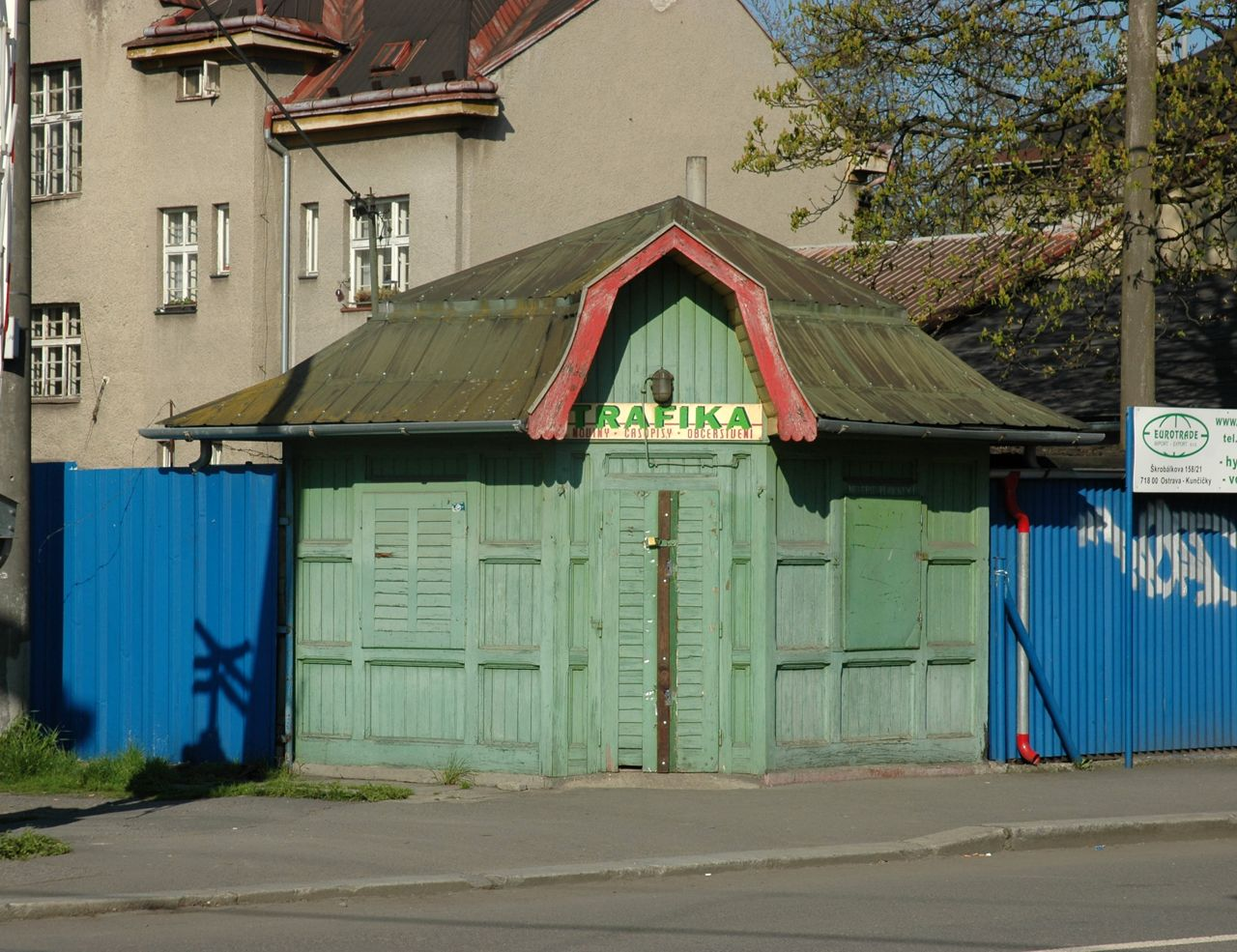
Historická trafika v Ostravě-Kunčičkách

Trafika (z ital. traffico, obchod) je v původním smyslu malá prodejna tabákových výrobků a kuřáckých potřeb, později rozšířená i na prodej periodického tisku a jiných všedních drobností, případně též přijímání sázek. Jde zpravidla o prodejní stánek nebo samostatnou malou místnost. Dříve byl provoz trafik přednostně přidělován válečným veteránům-invalidům. Odtud pochází i přenesený význam ve smyslu udílení veřejných funkcí zpravidla politikům za zásluhy. Do trafiky se chodí také pro tabákové výrobky, časopisy a jiné výrobky, např. žvýkačky.
Prodavač v trafice se nazývá trafikant, žena-prodavačka pak trafikantka.

## Historie termínu
Termín trafika se používá pouze v oblasti bývalé Rakouské říše. V původním smyslu slova je to malá prodejna (malá maloobchodní jednotka) tabáku, cigaret, doutníků, zápalek a dalších kuřáckých potřeb. Zpravidla se jedná o samostatný prodejní stánek či jednu menší místnost.
Dnešní smysl slova zahrnuje i prodej denního tisku resp. novin, časopisů, pohlednic, DVD, poštovních známek i jiných dalších drobných předmětů všední denní potřeby (kosmetika, suvenýry, turistické mapy, turistické průvodce, menší knihy atd.). V trafikách se také přijímají sázky.
Už císař Josef II. rozhodl, aby se prodejny tabáku, který byl v Rakousku státním monopolem, přednostně přidělovaly válečným invalidům za prokázané služby v boji. Jednalo se vlastně o jistou formu státem prováděné hmotné kompenzace za ztrátu nohy, ruky či jiné utrpěné fyzické újmy apod. Po 1. světové válce se tato praxe udržela i v nástupnických zemích včetně Československa.